# 마계전생
『마계전생』(일본어: 魔界転生 마카이텐쇼[*])은 야마다 후타로의 전기소설이다. 이를 원작으로 다양한 영화, 연극, 만화, 애니메이션, 게임이 만들어졌다.
1964년 12월부터 1965년 2월까지 『오사카신문』에 연재되었다. 연재되었을 당시 제목은 『오보로 닌법첩』(일본어: おぼろ忍法帖 오보로닌포쵸[*])으로, 원래 닌법첩 시리즈의 일환이었다. 1967년 강담사에서 단행본화했고, 카도카와문고, 후지미시대소설문고, 강담사문고 등에서 재간되었다.
모리 소이켄이라는 괴노인과 만난 유이 쇼세쓰가 기슈의 도쿠가와 요리노부와 짜고 정이대장군 도쿠가와 이에미쓰로부터 천하를 빼앗으려고 획책한다. 모리 소이켄은 자신이 고안한 닌법 “마계전생”을 이용해 검호들을 뜻대로 부릴 수 있는 부하로 다시 태어나게 한다. 마계전생이란 남다른 기량을 가지고 죽음 직전에 삶의 후회가 남아 삶에 대한 강렬한 욕구를 가진 이들을 새로운 육체로 다시 태어나게 하는 닌법인데, 그 과정에서 망자가 진심으로 사랑했던 여자를 인신공양적으로 이용하는 흉악한 술법이다.
마계전생으로 되살아난 검호들은 전생중(転生衆) 또는 마계중(魔界衆)이라고 불린다. 이 술법으로 아마쿠사 시로, 아라키 마타에몬, 타미야 보타로, 호조인 인슌, 야규 토시토시, 야규 무네노리, 미야모토 무사시 등의 검호들이 전생한다. 그런데 소이켄이 누구보다도 마계전생 시키고자 했던 한 사람, 야규 쥬베에는 소이켄의 뜻을 거스르고 세키구치 우지무네의 아들 세키구치 야타로와 더불어 전생중과 싸울 것을 선택한다.
저자 야마다 자신이 자기 작품 가운데 가장 좋아하는 작품으로 꼽았으며, 웅대한 구상과 기발한 전개로 닌법첩 시리즈 중에서 최고 걸작으로 일컬어진다. 사무라이 스피리츠 시리즈, 페이트 시리즈를 비롯해서 역사나 전설에 이름을 남긴 영웅들을 소환해서 싸움을 붙이는 장르의 효시가 된 작품이다.
1981년 후카사쿠 킨지 감독, 치바 신이치・사와다 켄지 주연의 영화로 제작되어 관객 동원수 200만 명, 배급수입 10억 5000만 엔으로 흥행하였다. 이후 연극, 만화, 애니메이션, 게임 등 미디어믹스가 전개되었다.